# Ісихазм
Ісиха́зм (від грец. ἡσῠχία — спокій, тиша) — містична аскетична течія східного християнства, про яку часом говорять, що вона становить один з полюсів православ'я; інший полюс — це вчення про «симфонію». Відома ще з часів Отців Церкви, проте канонічною визнана лише в XIV сторіччі завдяки старанням св. Григорія Палами.
Суттю цієї доктрини є обоження людини — її повне єднання з Богом ще під час земного життя — аж до реального ставання «богом за благодаттю, а не за сутністю». Засобом, що дозволяв досягнути такого стану, визнавалась молитва — умна (від ума — екзистенційного центру людини, інстанції, відмінної від розуму і тіла) або ж Ісусова молитва — «Господи Ісусе Христе, Сину Божий, помилуй мене грішного». Така молитва, що її аскет повторював без перерви протягом усього життя, а також за умови сходження на нього благодаті Божої, була знаряддям об'єднання в синергії всіх його інтенцій-енергій, повним преображенням його суті.

## Історія ісихазму

### Ранній етап
У становленні ісихазму як містико-аскетичної традиції вловима послідовність «від низу до верху»: традиція формує спочатку риси аскетичної практики, а потім — школи містичного досвіду, хоча по суті те й інше є нерозривним. Ранній етап IV—V століття — швидке зародження православної аскези в Єгипті і Палестині, час діяльності її творців і учителів (святі Антоній Великий, Макарій Великий, Іван Золотоустий, диякон Евагрій Понтійський, святі Ніл Анкирський, Іоанн Кассіан, Єфрем Сирин та інші). На цій стадії формуються два типи або русла аскези: чернецтво кіновійне (від грецького κοινοβιος, загальне життя), гуртожитнє і анахоретське (від грец. Αναχορησιζ — відлюдництво), пустинножитнє; пізніше до них приєднується третій, проміжний тип — скитське, або ідиоритмічне чернецтво, коли ченці мають роздільне проживання, але спільне богослужіння, єдиний духовний ритм. Ісихазм створювався у рамках другого русла і часто ототожнювався з ним, але в окремі періоди, в окремих вогнищах Традиції  набував поширення в інших руслах. Первинні елементи Традиції — діалектика самоти-єднання, відходу від світу і зв'язку з ним в любові; примат молитви; необхідність навчення, керівництва, і звідси — інститут духовних наставників, старців; гнучке поєднання зусиль внутрішньої роботи і зовнішнього облаштування, з приматом перших. Тут вже явно видно цілісний антропологічний підхід, хоча поки мало відрефлектований.

### Синайський ісихазм
З початковою епохою тісно змикається наступний період (прибл. V — IX ст.), що іменується зазвичай «синайським ісихазмом», хоча його провідні представники — не лише синайскі сподвижники святі Іоанн Лествичник (VII ст.), Ісихій (VII—VIII ст.) і Філофей Синайський (IX—X ст.), але також святий Діадох Фотикійський (Греція), старці Варсануфій та Іоанн Газскі, їхній учень Авва Дорофій та інші. Це етап кристалізації ісихазму як дисципліни, чіткого методу духовної практики (пізніше, в силу його строгої методичності, ісихазм часто називали «Методом»). Стержнем Традиції стає школа молитовної роботи, що стоїть на двоякій основі: власне творіння молитви і «увага», контроль свідомості, що забезпечує безперервність молитви. Ця двояка робота розгортається як духовний процес, що має спрямований, висхідний характер і розділяється на ряд східців, з яких головні суть: покаяння — боротьба з пристрастями — ісихія — зведення розуму в серці — безпристрасність — чиста молитва — споглядання нетвірного Світла — перетворення і обожнення. Зміст процесу полягає в трансформації енергійної будови людської істоти: як властиво духовній практиці, людина тут розглядається, передусім, як «енергійна конфігурація», і ця конфігурація, проходячи серію певних енергійних форм, перетвориться до особливого «надприродного» типу, коли всі енергії спрямовані до Бога. Стан повної спрямованості до Бога, що трактувало православним богослов'ям як досконала сполученість людських енергій з Божественною енергією, благодаттю, і є ототожнення з Богом — втілення людської природи, що досягається в повноті містичного спілкування з Богом.

### Ісихастське відродження
Наступний і найважливіший етап розвитку ісихазму — Ісихастське відродження у Візантії XIV ст. (перед цим, особливий вклад у Традицію вносить містика святого Симеона Нового Богослова (949—1022), що представляє яскравий, багатий досвід вищих щаблів духовного процесу). Етап украй насичений і зовні, і внутрішньо; ісихазм стає тут на якийсь час центральним чинником не лише в церковній, але й у світській історії Візантії. Активне відродження ісихазму готується в XIII ст. діяльністю святих Григорія Кіпрського, Феоліпта Філадельфійського, Никифора Самітника і розгортається, передусім, на Афоні. Висока розвиненість, відпрацьованість ісихастского методу до цієї епохи висувають на перший план вищі духовні стани, що включають світлові споглядання; і в 30-і роки чернець Варлаам Калабрійський виступає з богословською критикою цих споглядань й ісихазму в цілому. Так починаються «ісихастські суперечки», в яких Церква розколюється на прибічників і супротивників ісихазму, церковний конфлікт переплітається з політичною боротьбою і громадянською війною, і, зрештою, відбувається «торжество Православ'я», соборне визнання ісихастського досвіду і догматичне закріплення його основоположень.
Головні підсумки етапу троякі:
1. ісихазм отримав богословське обґрунтування у вченні Палами, яке розвинуло і доповнило класичну патристику «богослов'ям енергій»;
2. ісихазм експлікував, і в практиці, і в теорії (також у вченні Палами) свої установки про співучасть тіла в духовному процесі, остаточно оформившись як холістичне практичне вчення про ототожнення з Богом цілісної людської істоти, людської природи як такої;
3. ісихазм почав продумувати і утілювати закладені в ньому універсалістські потенції: ісихастська практика виходила за межі чернечого середовища, і в ісихазмі виявлялася природа неприватної чернечої методики, але загально антропологічної стратегії.

З усього цього, виникали передумови до створення на базі ісихазму цілісної культурної парадигми, альтернативної Західному Ренесансу; але крах Імперії не дав їм розвинутися.

## Руський ісихазм
Гілки ісихастської традиції є в усіх країнах Православ'я: Болгарії, Сербії, Румунії, Грузії; але головний осередок Традиції у післявізантійский період — у Русі. Історія русьского ісихазму проходить ті ж початкові етапи: активний чернечий рух виникає услід за християнізацією Русі і прямо орієнтується на раннє єгипетсько-палестинське життя в пустині; вплив поглибленішого «синайського ісихазму», хоча він і ближче за часом. Але наступний великий етап, в епоху Московії XIV—XV ст., уже ввібрав дію і «синайського ісихазму», й Ісихастського відродження. Це — російська паралель останнього: Традиція не лише досягає зрілих форм, але впливає на різноманітні сфери культури, церковного і соціального життя. До неї примикають Сергій Радонежський, Феофан Грек, Андрій Рубльов; повне і чисте її вираження дає святий Ніл Сорський (1433—1508) і передбачений ним заволзький («некористолюбний») чернечий рух. Ісихазм Московії XIV—XV ст. більшою мірою спирався на ранню ісихастську літературу, ніж на сучасну йому Візантійську традицію. Проте російська (і православна) релігійна свідомість в його історії і структур і визначається не одним ісихастським руслом, що наслідує установку ототожнення з Богом, але поєднанням двох русел, з яких друге породжується установкою освячення, сакралізації, успадкованої від язичницької релігійності. Стосунки двох установок напружені, іноді конфліктні, і в російській історії XVI—XVIII ст. лінія освячення витісняє лінію ототожнення з Богом.
Зворотний процес, що почався знизу в русьскому чернецтві, а також за межами Московії діяльністю святого Паїсія Величковського (1722—1794) і його учнів, зростає поступово в російське ісихастське відродження XIX—XX століть. Його основні віхи — створення і поширення російського «Добротолюбія» (фундаментальне зібрання ісихастських текстів, що не раз переглядалося, доповнювалося і стало базовим керівництвом для влаштування православної свідомості і життя); створення впливових вогнищ ісихазму (Оптина Пустель, Валаам, Саров та інші); спонукав учителів російського ісихазму — святих Тихона Задонського, Серафима Саровського, Ігнатія Брянчанинова, Феофана Затворника, а також святого Силуана Афона і його учня ігумена Софронія (Сахарова); становлення нових форм ісихазму-мандрівництва і, особливо, старечості. Нові форми показували, що особлива риса русьского ісихазму — широкий розвиток наміченої у Палами тенденції до затвердження ісихазму як універсальної, загально антропологічної стратегії: на відміну від древнього інституту старців-наставників ченців, в русьскій старечості, а також в русі «Монастир у миру», що йде від слов'янофілів і отримав розвиток в нашому столітті, у тому числі, при більшовицьких гоніннях, — здійснюється вихід ісихазму у світ.
Богословсько-філософське продумування ісихазму, почате Максимом Сповідником і, особливо, Паламою, не було сприйняте і продовжене в Росії аж до нашого століття (що вплинуло на долю як російського ісихазму, так і російської культури в цілому). Проте в останні десятиліття це продумування розгорнулося дуже активно, причому тут ясно виступає затверджувана ісихазмом досвідна основа і типологія богословської думки: осмислення ісихазму, що відбувається, — не абстрактний аналіз, але вираження досвіду Традиції, дане, великою мірою, прямими носіями його, подвижниками Афона єпископом Василем (Кривошиїним) і ігуменом Софронієм (Сахаровим). Разом з ними, новий етап, на заході невдало званий «неопаламізмом» або «неоправослав'ям», створювали богослови російської діаспори — В. Н. Лосський (що дав перший цілісний виклад православного богослов'я у світлі стержневої ролі ісихазму), отець Георгій Флорівський (у концепції «неопатристичного синтезу» що описав специфічну типологію православної думки в її розвитку), отець Іоанн Мейєндорф (учень Флорівського, що доставив новому трактуванню ісихазму міцну історичну базу). До їхньої діяльності тісно примикають праці цілого ряду великих православних богословів Балкан і Заходу — отця Думитру Станилоае (Румунія), святого Юстина Поповича, митрополита Амфілохія Радовича (Сербія), єпископа Калліста Вера (Англія), митрополита Іоанна Зезюласа, Хр. Яннараса (Греція) та інших. Напрям богословської думки, що оформився тут, названий «православним енергетизмом», продовжує розвиватися, виходячи у філософію, виявляючи паралелі з антиплатонічними і антиесенціалістськими напрямами сучасної думки на заході і підтверджуючи тезу про те, що «ісихазм містить конструктивну відповідь на виклик, кинутий християнству новим часом» (Мейєндорф).

## Сутність ісихазму
Коротко кажучи, ісихазм — це практика розумно-сердечної молитви, поєднана з тверезістю, контролем за усіма помислами, що витікають зсередини, яка очищає розум і серце та готує (але не приводить сама собою) подвижника до богоспоглядання. Зрозуміло, не йдеться про буквальне, фізичне споглядання, а про духовне, «внутрішнє» споглядання. Як писав св. Іоан Синаїт у Ліствиці: «ісихастом є той, хто намагається заключити у своєму тілі безтілесне». Ключовою є цитата зі Святого Письма: «Боже Царство всередині вас» (Лк. 17:21).
Згідно з Євангелієм, «Бога не бачив ніхто ніколи» (Ів. 1:18), але Палама й услід за ним ісихасти стверджують, що Його благодать пронизує цей світ, тобто ісихасти бачать нестворений і нематеріальний вплив Бога. Утилітарний сенс цієї містичної практики важко з'ясувати. З побутового погляду, вважають, що це приводить людину в стан заспокоєння. Багато ісихастів стверджують, що здатні спілкуватися з ангельськими матеріями. Відомі історії про дивовижні здібності ісихастів; самі ж вони керуються біблійним принципом «Як хто скаже горі цій: „Порушся та й кинься до моря“, і не матиме сумніву в серці своїм, але матиме віру, що станеться так, як говорить, — то буде йому» (Мр. 11:23). Велика частина цих історій пов'язана з Афонськими монахами.

## Слово в ісихазмі
У свідомості книжників Давньої Русі-України роль слова у процесі пізнання світу та символічного і містичного наближення до непізнаваного величезна. Звідси — орієнтація на ословлення світу, дискурсивне освоєння. Це не суперечить одному з найважливіших положень містичного богослов'я — культу мовчання, утіленому в ісихазмі. У вітчизняній культурі ісихастична традиція спостерігається вже в ХІ ст., хоча її поширення потрібно датувати лише XIV століттям.
У Х—XVI ст. ісихастичну традицію представляють як перекладні, так і оригінальні пам'ятки писемності Київської Русі: «Синайський патерик», агіографічні твори Нестора, Феодосія Печерського, «Київський патерик». Культ ісихії (розумового, душевного мовчання, заспокоєння, «зупинки внутрішнього діалогу») не протиставляється слову, дискурсивному мисленню, а, навпаки, взаємодіє з ними. Мовчання не є антитезою до слова, а засобом відтінення глибинної, принципово «невисловленої» сутності буття. Теоретик ісихазму Григорій Палама у XIV ст. писав, що людина постає безсловесною та німою лише перед Богом. Слово в ісихазмі у своїй сакральній функції виконує роль засобу спілкування зі світом трансцендентного. Воно не адресоване слуху чи зору людини, а сприймається як засіб «душевної» бесіди з Богом, яка може відбуватися лише у мовчазному спілкуванні. Інтенція на мовчання у давньоруській культурі слугує специфічним засобом утвердження культу слова. Мовчання постає миром, великою тишею землі, посеред якої величне людське слово випромінює своє немеркнуче світло.

## Ідеї ісихазму в інших релігіях, культурах
Лао Цзи про істину: «Висловлена вголос істина перестає бути такою, бо вже втратила первинний зв'язок з моментом істинності». «Той, хто знає, не говорить, той, хто говорить, не знає».
Тютчев: «Думка проречена — є брехня».
Джалаладдін Румі: «Пізнати таємницю незримого гідний лише той, хто здатний зімкнути губи й зберігати мовчання». «Зріла людина читає листи, але тільки для того, щоб навчити інших; вона вимовляє слова, але лише для того, щоб її зрозуміли інші. Повторювати чутки в присутності тих, хто має бачення, — тільки показувати недолік пробудженості. У присутності того, хто бачить, мовчання тобі на користь, з цієї причини Бог проголосив: зберігай мовчання».